# Cerkiew Pokrow Bogarodzicy w Drohojowie
Cerkiew Pokrow Bogarodzicy w Drohojowie − murowana parafialna cerkiew greckokatolicka, znajdująca się w Drohojowie.
Zbudowana w 1869, odnowiona w 1927. 
Parafia należała do greckokatolickiego dekanatu przemyskiego (wcześniej radymniańskiego). Do 1860 należała do parafii w Łętowni, później funkcjonowała samodzielnie, z filialnymi cerkwiami w Bełwinie, Kuńkowcach i Łętowni.
Po wojnie przejęta przez Kościół rzymskokatolicki. Obecnie jest siedzibą parafii rzymskokatolickiej w Drohojowie.

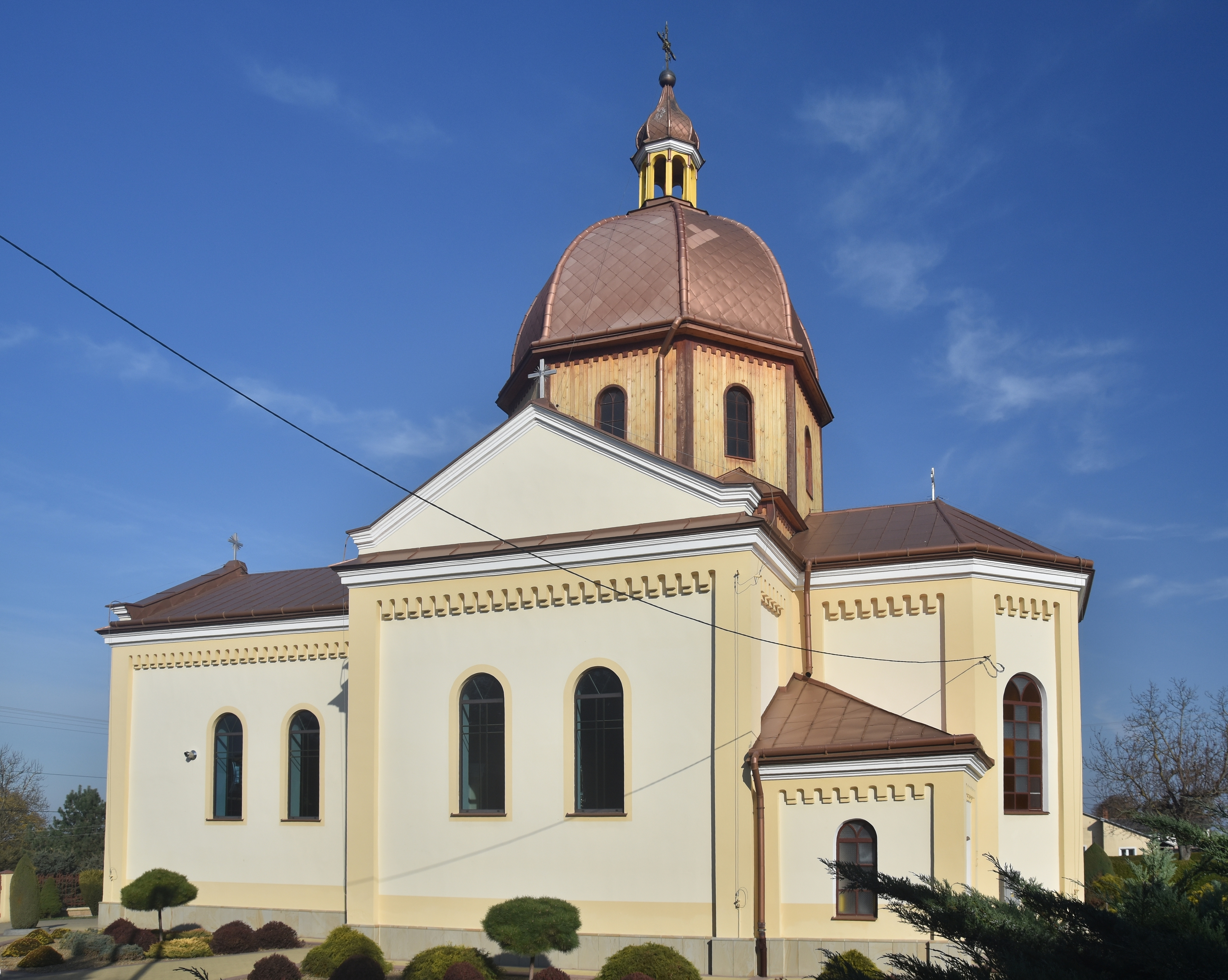
Elewacja boczna
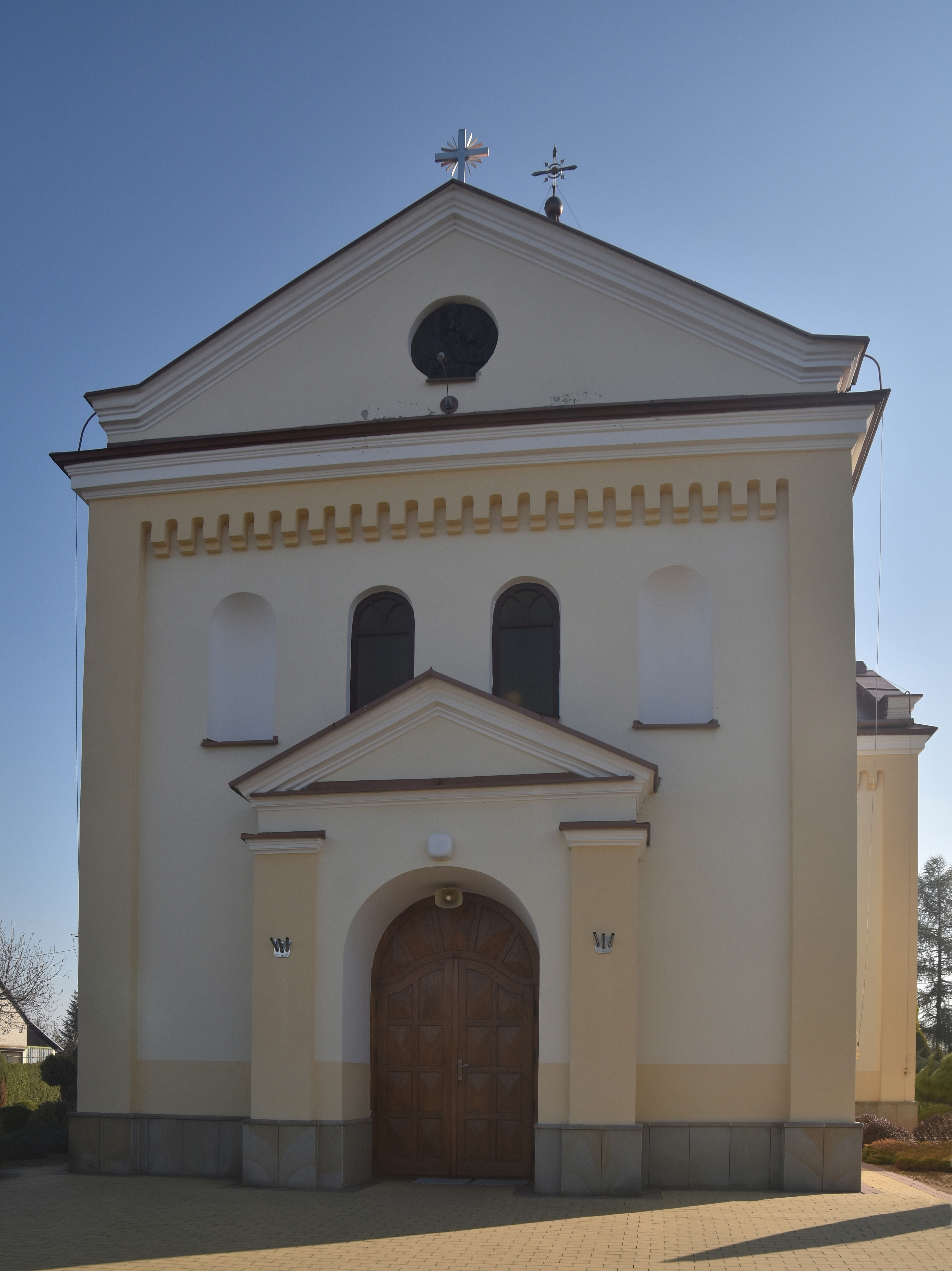
Elewacja frontowa
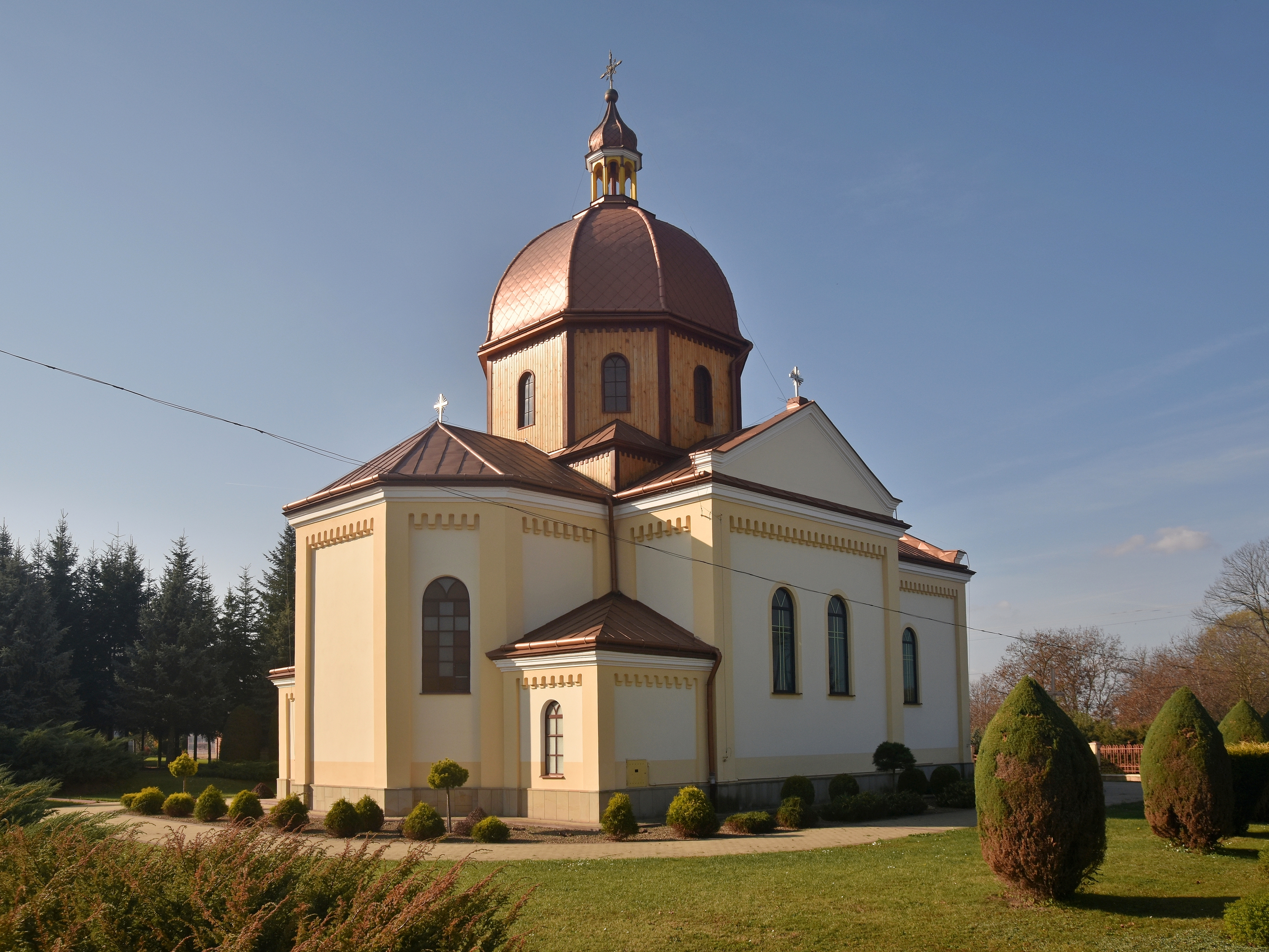
Widok od strony prezbiterium